# Mirkoeilcane
Mirkoeilcane, pseudonimo di Mirko Mancini (Roma, 6 maggio 1986), è un cantautore e musicista italiano.

## Biografia
Nato a Roma e cresciuto nel quartiere Garbatella, si appassiona alla musica fin da bambino e inizia presto a suonare la chitarra.
Come musicista ha composto colonne sonore, sigle e spot pubblicitari. Dopo aver scritto testi e musiche per altri artisti, nel 2015 decide di intraprendere la carriera da solista e pubblica il suo primo ed omonimo album Mirkoeilcane. L'album ottiene il plauso della critica e ottiene diversi riconoscimenti, oltre ad essere tra i candidati al Premio Tenco e a vincere anche il Premio Bindi nel 2016.
Nel 2017 ha composto la colonna sonora per il film I peggiori di Vincenzo Alfieri e vince la 28ª edizione di Musicultura con il brano “Per fortuna”.
Oltre alla musica si cimenta con la scrittura, ha infatti pubblicato un romanzo, disponibile in formato ebook su tutte le piattaforme online, intitolato Whisky per favore.
Con il brano Stiamo tutti bene, prodotto da Fenix Entertainment, è riuscito a superare le selezioni di Sarà Sanremo, ottenendo il diritto di partecipare alla 68ª edizione del Festival di Sanremo nella sezione "Nuove proposte".
Al termine della kermesse ligure si classifica al secondo posto dietro Ultimo, ma vince il Premio della Critica Mia Martini per la categoria “Nuove Proposte”, il Premio per il Miglior Testo Assoluto dell’intera Edizione “Sergio Bardotti”, il Premio “Enzo Jannacci” del NUOVO IMAIE e il Premio PMI alla Musica Indipendente.
Il brano ottiene anche il Premio “Luigi Tenco” 2018 nella categoria “Miglior Canzone”.
Nel suo tour in giro per l'Italia denominato “TourPocodemoscopico2018” tra le altre, si esibisce in Piazza San Giovanni (Roma) al classico “Concertone del Primo Maggio” e all’Indiegeno Fest di Patti.
Il 11 agosto 2018 Mirkoeilcane è invitato con Alex Britti e Clementino per il maxi concerto al Circo Massimo per l'incontro con il Papa in vista del Sinodo.
Il 25 agosto 2019 all’Arena della Versilia di Cinquale riceve il Primo Premio della Musica “Fabrizio Frizzi”.
Sempre nel 2019 Mirko firma la colonna sonora del film “A Mano Disarmata” di Claudio Bonivento (uscito nelle sale il 6 giugno 2019) film tratto dall’omonimo romanzo autobiografico di Federica Angeli, tra i protagonisti del film l’attrice Claudia Gerini.
Impegnato in diverse aperture per Max Gazzè, si esibisce l’8 settembre 2019 al Festival “Fuori Tutti” di Settimo Torinese.
Ad agosto 2020 è ospite nelle date romane del Tour di Daniele Silvestri all'Auditorium Parco della Musica.
Il 3 gennaio 2021 pubblica sui propri canali social il brano Circa una storia in veste acustica. 
Il 18 giugno 2021 segna ufficialmente il ritorno di Mirkoeilcane con l'uscita del singolo Povera Me, frutto di una nuova stagione compositiva, che per il brano si è affidato al lavoro di produzione di 3D, tra i producer che più hanno segnato la storia recente del panorama rap e urban della capitale. 
Un nuovo corso artistico in cui l’attenzione per la composizione testuale e narrativa, che ha sempre caratterizzato il lavoro autoriale di Mirkoeilcane, si accompagna a una rinnovata veste sonora.
Il 25 marzo 2025 Mirkoeilcane presenta dal vivo all'Auditorium Parco della Musica di Roma e in contemporanea su tutti i canali streaming digitali  il suo nuovo singolo dal titolo "Toro".

## Discografia

### Album
- 2015 - Mirkoeilcane
- 2018 - Secondo me
- 2023 - La musica contemporanea mi butta giù

### Singoli
- 2016 - Profili (a)sociali
- 2017 - Per fortuna
- 2017 - Epurestestate
- 2018 - Stiamo tutti bene
- 2018 - Gusti
- 2019 - Da qui
- 2021 - Povera me
- 2021 - Francesca e Basta
- 2023 - Non Mi Ricordo Più
- 2025 - Toro

## Riconoscimenti

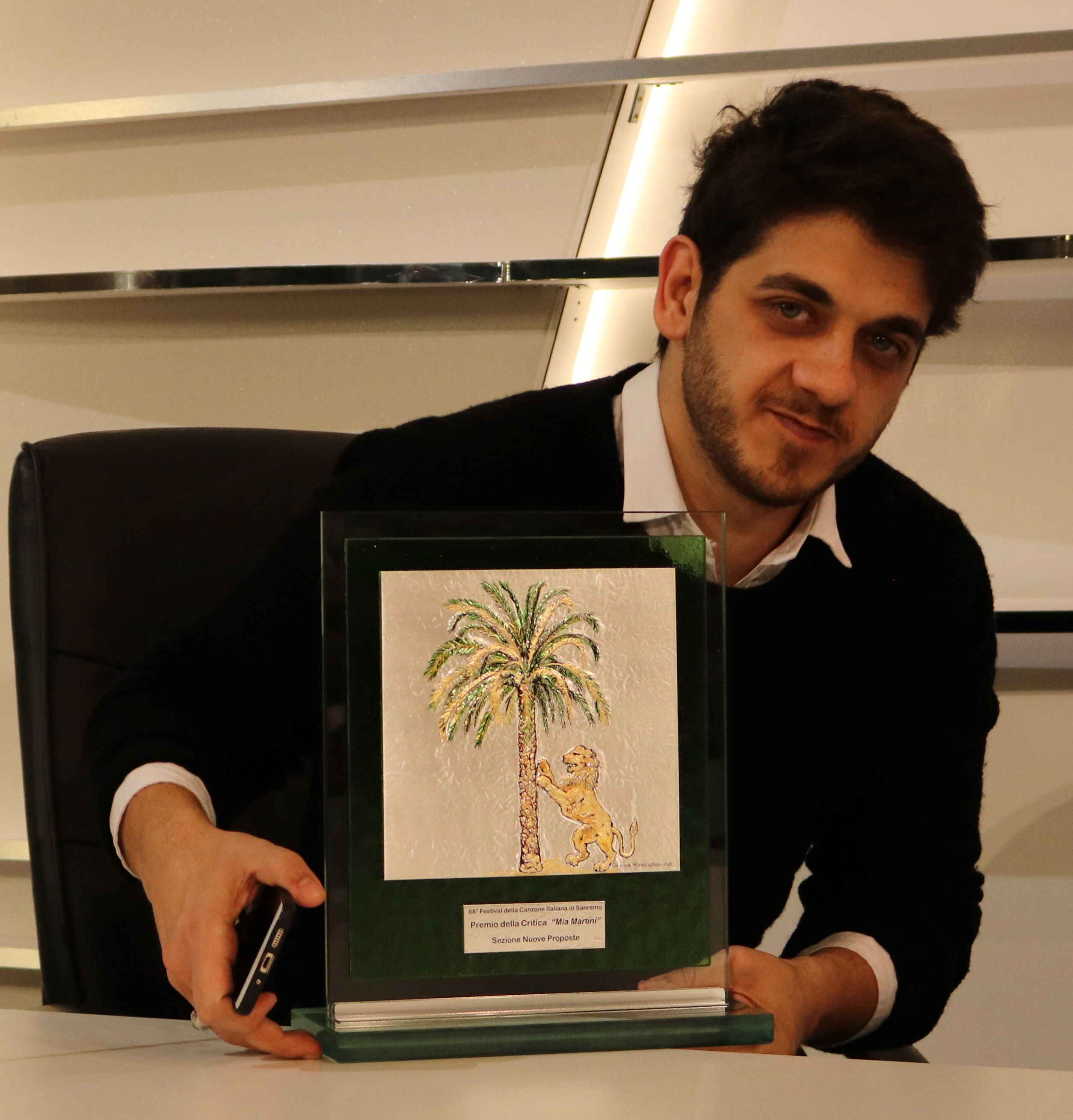
Mirkoeilcane con il premio della Critica Mia Martini

- 2016 - Premio Bindi per Profili (a)sociali[7]
- 2016 - Premio Incanto[8]
- 2016 - Premio Musica Controcorrente[9]
- 2017 - Musicultura - Vincitore Assoluto
- 2018 - Premio della Critica Mia Martini - Sezione Nuove Proposte
- 2018 - Premio Enzo Jannacci di Nuovolmaie alla migliore interpretazione Sezione Nuove Proposte[10]
- 2018 - Premio PMI (music) alla musica indipendente per Stiamo tutti bene
- 2018 - Premio Sergio Bardotti per il miglior testo per Stiamo tutti bene
- 2018 - Targa Tenco per la migliore canzone per Stiamo tutti bene
- 2018 - Premio giornalistico internazionale Cristiana Matano, “Per la musica e le parole ispirate ai drammi contemporanei” - Lampedusa
- 2019 - Premio "Fabrizio Frizzi" per la sezione Musica